# Svatoslav, Třebíč
Svatoslav là một làng thuộc huyện Třebíč, vùng Vysočina, Cộng hòa Séc.